# Dan O’Brien
Daniel Dion („Dan“) O’Brien (* 18. Juli 1966 in Portland, Oregon) ist ein ehemaliger US-amerikanischer Zehnkämpfer. Er ist Olympiasieger und dreifacher Weltmeister.
Dan O’Brien gilt als der beste Zehnkämpfer der 1990er Jahre. In seiner Spezialdisziplin wurde er 1991 in Tokio, 1993 in Stuttgart und 1995 in Göteborg dreimal in Folge Weltmeister. Vor den Olympischen Spielen 1992 in Barcelona, bei denen er als haushoher Favorit angetreten wäre, scheiterte O’Brien sensationell schon bei den US-Trials, der internen amerikanischen Qualifikation. Grund hierfür war drei Fehlversuche beim Stabhochsprung. Wenige Wochen später stellte O’Brien mit 8891 Punkten beim Décastar in Talence einen neuen Weltrekord im Zehnkampf auf. Bei den Olympischen Spielen 1996 rehabilitierte sich O’Brien und gewann die olympische Goldmedaille in Atlanta.
2012 wurde er in die IAAF Hall of Fame aufgenommen.